# John Seymour, 19. Duke of Somerset

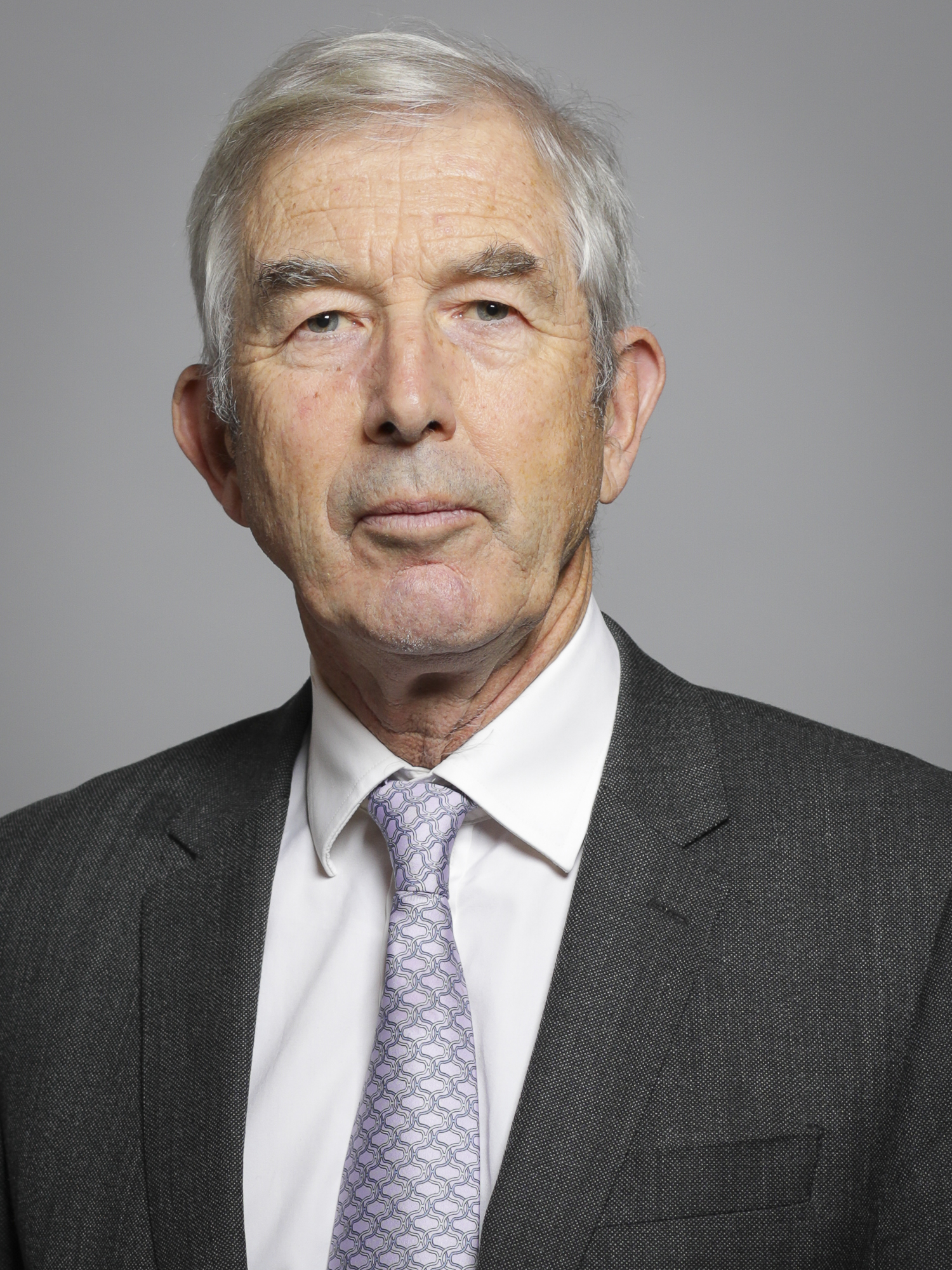
John Seymour, 19. Duke of Somerset, 2019

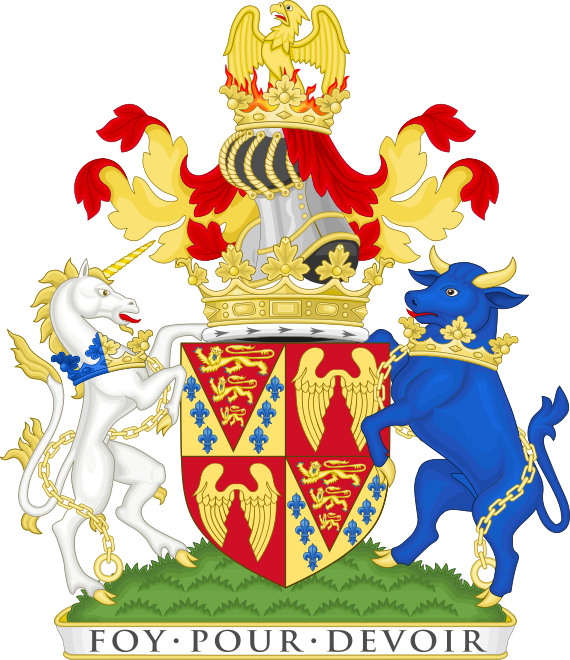
Wappen des Duke of Somerset

John Michael Edward Seymour, 19. Duke of Somerset FRICS DL (* 30. Dezember 1952 in Bath) ist ein Peer und Großgrundbesitzer in Wiltshire und Devon.

## Leben und Wirken
Er ist der ältere Sohn von Percy Seymour, 18. Duke of Somerset (1910–1984), aus dessen Ehe mit Jane Thomas (um 1914–2005). Als Heir apparent seines Vaters führte er von 1954 bis 1984 den Höflichkeitstitel Lord Seymour. Er besuchte die Hawtreys Preparatory School und das Eton College.
Beim Tod seines Vaters erbte er 1984 dessen Adelstitel als 18. Duke of Somerset, 19. Baron Seymour und 17. Baronet, of Berry Pomeroy. Er wurde dadurch Mitglied des britischen House of Lords und verlor den Parlamentssitz schließlich mit Inkrafttreten des House of Lords Act 1999. Von 2009 bis 2014 kandidierte er viermal erfolglos bei einer Nachwahl für einen freigewordenen Sitz unter den Erbadeligen, bis er am 10. Dezember 2014 schließlich als Crossbencher wieder in das House of Lords gewählt wurde. Er trat dort die Nachfolge von David Lytton-Cobbold, 2. Baron Cobbold an, der am 13. Oktober 2014 zurückgetreten war.
Er ist Fellow der Royal Institution of Chartered Surveyors und wurde 1993 Deputy Lieutenant für Wiltshire und 2003 für Devon.
Sein Wohnsitz ist Bradley House in Maiden Bradley in Wiltshire.

## Ehe und Nachkommen
Er heiratete am 20. Mai 1978 Judith-Rose Hull (* 1952). Das Ehepaar hat vier Kinder:
- Sebastian Edward Seymour, Lord Seymour (* 1982), ⚭ 2006 mit Arlette Marie Leontine Lafayeedney;
- Lady Sophia Rose Seymour (* 1987);
- Lady Henrietta Charlotte Seymour (* 1989);
- Lord Charles Thomas George Seymour (* 1992).